# Écoute
Écoute és una escultura de gres de l'artista francès Henri de Miller que es troba a la plaça René-Cassin, prop de l'església de Sant Eustaqui de París.
L'obra representa el cap d'un home ajagut i recolzat a la mà, i està situada al terra de la plaça. L'any 2013, arran de la reurbanització del Jardin des Halles que es va convertir en el Jardí Nelson Mandela, es va canviar lleugerament l'orientació de l'escultura.
A prop de l'escultura es va rodar una escena de la pel·lícula La Haine de Mathieu Kassovitz protagonitzada per Vincent Cassel, Hubert Koundé i Saïd Taghmaoui.